# Nede på jorden
|  | Denne artikel er oprettet af botten PalnaBot ud fra en ekstern database. Den kan derfor have sproglige fejl eller mangler. Denne skabelon kan fjernes efter kontrol af indholdet. |

Nede på jorden er en dokumentarfilm fra 2004 instrueret af Max Kestner efter manuskript af Dunja Gry Jensen.

## Handling
Den danske vestkyst, vinteren 2001. Midt i juleforberedelserne på fabrikken Viking i Esbjerg sprænger ledelsen en bombe: Fabrikken skal åbne en filial i Thailand, og en omfattende fyringsrunde truer. Hvem ryger ud? Hvem klarer den? Og hvor mange mandler skal der egentlig i en ris a la mande? "Nede på jorden" er et bud på en ny socialrealisme. En dokumentarfilm om arbejderliv, normalitet, Jylland, globalisering, dameundertøj, clairvoyance og meget andet.